# 214 Eskadra Bombowa

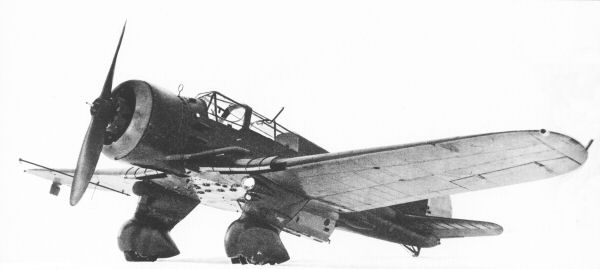
PZL.23 Karaś

214 eskadra bombowa – pododdział lotnictwa bombowego Wojska Polskiego w II Rzeczypospolitej.

## Formowanie i zmiany organizacyjne
Na podstawie rozkazu MSWojsk. DDO L.dz. 4359/tjn. z 19 lipca 1937 oraz rozkazu 13/37 tjn. dowódcy  1 pułku lotniczego, przystąpiono do formowana 214 eskadry bombowej. Jednostka weszła w skład V dywizjonu bombowego 1 pułku lotniczego i stacjonowała na lotnisku Okęcie.
Personel wywodził się z nadwyżek etatowych innych pododdziałów 1 pułku lotniczego, a następnie był sukcesywnie uzupełniany absolwentami szkół lotniczych. Uzbrojenie eskadry stanowiły przejściowo samoloty PZL-23 „Karaś”, a dla celów szkoleniowych Fokker F-VIIB/3m. Uzbrojenie bojowe miały stanowić samoloty LWS-4 „Żubr”. 
W 1938 przy eskadrze zorganizowano IV Kurs Strzelców Samolotowych.
Pierwsze ćwiczenia załogi eskadry odbyły na poligonie Modlin, a szkołę ognia w składzie Zgrupowania Bombowego na poligonie Błędów. Po zakończeniu szkoły ognia, pilotów przeszkolono w lotach bez widoczności i lotach nocnych.
We wrześniu eskadra brała udział w manewrach  na Wołyniu.
Ćwiczenia zimowe eskadra wykonywała w ramach Zgrupowania Bombowego na poligonie modlińskim.
Decyzją władz lotniczych z marca 1939, 214 eskadra bombowa została rozwiązana, a personel przesunięty do innych eskadr bombowych. Prawdopodobnie, w miarę napływu wyszkolonego personelu i samolotów, zamierzano ją odtworzyć.

## Personel eskadry
| Stopień   | Imię i nazwisko     | Okres pełnienia służby |
| --------- | ------------------- | ---------------------- |
| kpt. pil. | Emil Fuhrman        | 1937 – 18 X 1938       |
| por. obs  | wz Bolesław Nowicki | 18 X 1938 – 30 X 1938  |
| kpt.pil.  | Stanisław Cwynar    | 30 X 1938 –1 II 1939   |

## Wypadki lotnicze
W okresie funkcjonowania eskadry miały miejsce następujące wypadki lotnicze zakończone obrażeniami lub śmiercią pilota:
- 12 kwietnia 1938 podczas startu do nocnego lotu zginął plut. pil. Jan Pluta. Strzelec kpr. Jerzy Młodecki uratował się.